# Woodcutters of the Deep South
Pour plus de détails, voir Fiche technique et Distribution.
Woodcutters of the Deep South est un film américain réalisé par Lionel Rogosin, sorti en 1973.

## Synopsis
Ce film porte sur une coopérative gérée par des Noirs et des Blancs.

## Fiche technique
- Titre français : Woodcutters of the Deep South
- Réalisation : Lionel Rogosin
- Pays d'origine : États-Unis
- Format : Couleurs - 35 mm
- Genre : documentaire
- Durée : 85 minutes
- Date de sortie : 1973